# 驯龙高手2
《馴龍高手2》（英語：How to Train Your Dragon 2）是2014年迪恩·德布洛斯编剧并执导的3D奇幻喜剧动画电影。由夢工廠動畫製作、由二十世紀福斯發行，並於2014年上映。其故事內容改編自英國作家葛蕾熙達·柯維爾的童書系列《如何馴服你的龍》。本作為2010年電影《馴龍高手》的續集，同時也是夢工廠《馴龍高手系列》的第二部電影。它同樣由前作導演迪恩·戴布洛伊編劇並執導，而負責擔任該電影的配音員包含了前作的傑·巴魯契、傑瑞德·巴特勒、克雷格·費格斯、艾美莉卡·弗瑞娜、喬納·希爾、克里斯多福·米茲-布拉斯、托德·約瑟夫·米勒、克莉絲汀·薇格以及新角色的凱特·布蘭琪、杰曼·翰苏和基特·哈靈頓等人。本作於發行之後便廣受好評，並入選了第67屆坎城影展的非競賽片單元；2014年5月15日於坎城影展全球首映，而美國、中國大陸則分別於同年6月13日、8月14日上映。
電影的劇情設定在前作《馴龍高手》故事發的五年後，主角小嗝嗝（Hiccup）和他的朋友們已經是一群生活在嶄新的博克島（Berk Island）上的青少年。島上的維京人們已經和龍族和平共處，學會了騎在龍背上飛行的居民們也因此大大地擴展了他們的視野。小嗝嗝更是隨著他日漸壯大的好奇心四處探索，而前往了更多前所未達的地方，卻也因此遭遇了前所未見的敵人和困難。
赢得第72届金球奖最佳动画片與第42屆安妮獎最佳動畫電影。

## 劇情
在博克島（Berk Island）的维京居民們和龍族和平相處了五年之後龍已经成為了和人們一起居住的好夥伴。他们不僅幫助人們工作，賽龍甚至還成為了島上最受歡迎的一項運動。主角小嗝嗝（Hiccup）和他的龍——沒牙仔（Toothless）则在闲暇时四处探索未知的土地。他的父亲——族长史圖依克（Stoick），却也因为小嗝嗝年纪的增长而逐渐向他施压，希望他能够准备好继承并承担自己身为首领的身分和责任。 
小嗝嗝和他的女友亞丝翠（Astrid）两人在调查一场森林大火时发现了一座被巨大的绿色冰柱所包围的堡垒，并遇到了一位名叫艾雷特（Eret）的捕龙者。艾雷特以为破坏堡垒是小嗝嗝等人所为，企图捕捉他们的龙并献给一位名叫跩爺（Drago Bludvist）的疯狂猎龙者。两人逃脱并回到博克岛后告知了史圖依克有關德雷格正蠢蠢欲动一事，史圖依克得知后便命令居民们加强岛上的防备并准备迎接一场战争。史圖依克提到他曾在一场首领的聚会上见过德雷格，发现他是个极不讲理的恶人；然而，小嗝嗝却不愿相信战争是无可避免的。小嗝嗝后来再一次拜访了艾雷特，并试图要求艾雷特带他去见德雷格；不料计划却被史圖依克一行人阻止，小嗝嗝和沒牙便单独前去寻找德雷格的下落，希望能够找到他并说服他不要开战。 
途中，他们被一位霍然从层云中现身、名叫娃卡（Valka）的龙骑士活捉，后来却发现娃卡竟是小嗝嗝失散多年的母亲。娃卡解释道，她消失的这二十年来一直不断地从德雷格手中拯救被他所捕获的龙，并把牠们带到了一座绝世小岛上；那座岛是由一隻至尊龙（Bewilderbeast）吐出的冰柱所形成的，而岛上所有的龙都服从著这隻至尊龙的命令。史圖依克循著小嗝嗝的踪跡也找到了那座岛，并赫然发现他的爱妻仍然活著。同时，亚丝翠等人绑架了艾瑞特，逼迫他带著他们去见德雷格；然而一行人后来却都被德雷格的军队包围并监禁，德雷格也因此得知了博克岛上住著龙群一事。
德雷格於是带著他自己的至尊龙和军队抵达了娃卡的避难岛，挑战岛上原有的至尊龙并展开围攻。两隻至尊龙接著开始了激烈的战斗，在一阵混乱后德雷格的至尊龙取得了胜利并控制了岛上所有的龙，其中也包含了沒牙。小嗝嗝试图说服德雷格停止战争，德雷格却毫不领情，甚至下令受到控制的沒牙杀死小嗝嗝。沒牙受到指令后逼近小嗝嗝，而在沒牙向他发出电石砲攻击的一瞬间，史圖依克赶到并推开了小嗝嗝；最后，史圖依克被电石砲击中并当场死亡。小嗝嗝在伤痛欲绝之际愤怒地推开了恢復意识后充满疑惑的沒牙，而德雷格则将小嗝嗝一行人弃之不顾，再次控制沒牙并驾著牠徜徉而去，带著一批更加壮大的军队前往摧毁博克岛。在史圖依克的丧礼举行之后，小嗝嗝带著悔恨、以及同时失去了自己的父亲和宠物龙的心决定飞回博克岛，保护岛上的居民并继承他父亲身为族长重大的责任。 
包含了艾瑞特的小嗝嗝一行人於是骑著不受至尊龙所控制的幼龙回到已经被跩爷的军队所侵略的博克岛，发现德雷格的至尊龙已经控制了岛上所有的龙。小嗝嗝前往对付德雷格和被洗脑的沒牙，而其他人则试图分散至尊龙的注意力。德雷格再一次命令沒牙杀死小嗝嗝，不过这次小嗝嗝却成功让沒牙脱离至尊龙的控制，使牠回復正常。德雷格见状后便使至尊龙向他们俩发射冰柱，将他们困在厚重的冰层中，表面上似乎成功杀死了小嗝嗝和沒牙；然而，沒牙卻突然爆發，身上闪耀著水蓝色的电光，破坏冰层后和毫髮无伤的小嗝嗝一同挑战德雷格的至尊龙。沒牙不断向至尊龙发射电石砲，岛上的龙群於是逐渐脱离了至尊龙的控制，反而也开始朝著至尊龙发射火砲。至尊龙受到了重伤，而沒牙发射的最后也是威力最強大的一發電石砲打斷了牠左側的長牙。 
德雷格和他的至尊龍落敗之後撤退到了大海中，博克島的居民們於是歡慶他們的勝利。而島上所有的龍則視沒牙為新的至尊龍，小嗝嗝也被長老指派為博克島的新族長。事後，島上的居民們為了紀念史圖依克的功績而建造了一座他的石像。第二集的劇情至此結束。

## 角色

### 介绍
小嗝嗝·阿倫德斯·哈德克三世（Hiccup Horrendous Haddock III）
小嗝嗝是島的族長史圖依克之子，在電影的前作中他曾成功讓龍族和維京人們和平共處；在一場和巨龍的戰役後雖然獲得了勝利，卻喪失了他的左腿。他的坐騎，同時也是他最好的朋友，是一隻名叫沒牙（Toothless）的夜煞（Night Fury）。
娃卡（Valka）
娃卡來自北極，是一名暗中拯救龍族的隱士。她是史圖依克的妻子，同時也是小嗝嗝失散多年的母親。她的坐騎是她在先前博克島被龍群襲擊時所遇見、一隻名叫跳跳雲（Cloudjumper）的斬風龍（Stormcutter）。
大塊頭史圖依克（Stoick the Vast）
史圖依克是小嗝嗝的父親，也是博克島上維京人們的族長。他向來勇猛好戰，在與龍族和好前曾是最偉大的屠龍戰士。他的新坐騎是一隻名叫碎顱者（Skullcrusher）的轟鳴龍(Rumblehorn)。
戈伯（Gobber the Belch）
戈伯是一位老練的維京戰士，也是史圖依克多年來的好友，曾在年輕時和龍的搏鬥中喪失了一隻手和一隻腳。戈伯於小嗝嗝還未成年時曾在村裡的打鐵舖收他為徒。他的坐騎是一隻名叫暴暴龍（Grump）的龍。
亞絲翠·賀夫遜（Astrid Hofferson）
亞絲翠是小嗝嗝的女友，身手相當靈巧，電影的前作中她曾在屠龍訓練場中表現得特別出色。她的座騎是一隻致命納得（Deadly Nadder），名叫暴飛飛（Stormfly）。
魚腳司·英格馬（Fishlegs Ingerman）
魚腳司對所有龍的攻擊防禦能力和速度等屬性都無所不知，是個對龍群有著高度研究的人，卻也常因為他的愛現而被朋友覺得煩人。他在本作中也喜歡暴芙那特，和鼻涕粗之間有著情敵的關係。他的坐騎是一隻名叫肉丸（Meatlug）的葛倫科（Gronckle）。
鼻涕粗·約葛森（Snotlout Jorgenson）
鼻涕粗有著驕傲和不服輸的個性，曾經追求過亞絲翠，在本作中則喜歡上了暴芙那特。他的坐騎是一隻猛烈兇魘（Monstrous Nightmare），名叫尖牙王（Hookfang）。
悍夫那特與暴芙那特·托爾斯頓（Tuffnut and Ruffnut Thorston）
悍夫那特和暴芙那特兩人是異卵雙生的雙胞胎，都有著煩人且幼稚的個性，彼此之間常常起些無意義的小爭執。暴芙那特被鼻涕粗和魚腳司兩人示愛卻不甚領情，反而對於艾瑞特是一見鍾情。他們共同的坐騎是一個醜陋雙頭龍（Hideous Zippleback），名叫噴噴和吐吐（Barf and Belch）。
跩爺·血手費斯（Drago Bludvist）
跩爺是電影中主要的反派角色，他藉著對龍族深入的了解組成了一支龍軍隊，想要利用這支軍隊佔領整個世界。他的左腕因先前被龍攻擊而裝了義肢，並披戴著一件能夠防火的披風。
艾瑞特（Eret）
艾瑞特是一名捕龍者，他和他的手下會將他們所捕到的龍賣給正在組織軍隊的跩爺。他曾有一次見到跩爺時沒有貢獻任何的龍，跩爺於是在他的胸前留下了一道烙印。

### 配音员
| 配音                           | 配音          | 配音          | 配音          | 角色                                                                 |
| 美國                           | 台灣          | 香港          | 中國大陸      | 角色                                                                 |
| ------------------------------ | ------------- | ------------- | ------------- | -------------------------------------------------------------------- |
| 傑·巴魯契                      | 陳漢典        | 何承駿        | 林更新        | 小嗝嗝·阿倫德斯·哈德克三世（Hiccup Horrendous Haddock III）          |
| 凯特·布兰切特                  | 姜瑰瑾        | 江美儀        | 蒋雯丽        | 娃卡（Valka）                                                        |
| 傑拉德·巴特勒                  | 林谷珍        | 羅偉亮        | 胡連華        | 大塊頭史圖依克（Stoick the Vast）                                    |
| 克雷格·费格斯                  | 康殿宏        | 周永光        | 劉大航        | 戈伯（Gobber the Belch）                                             |
| 艾美莉卡·弗瑞娜                | 莎莎          | 顏卓靈        | 白百何        | 亞絲翠·賀夫遜（Astrid Hofferson）                                    |
| 克里斯多夫·敏茲-普里斯         | 鍾少庭        | 郭俊廷        | 杨波          | 魚腳司·英格馬（Fishlegs Ingerman）                                   |
| 喬納·希爾                      | 陳博浩        | 文傑聰        | 王利軍        | 鼻涕粗·約葛森（Snotlout Jorgenson）                                  |
| 托德·約瑟夫·米勒 克莉絲汀·薇格 | 徐琳智 吳貴竹 | 蔡忠衛 陳樂珈 | 郭金非 牟珈論 | 悍夫那特·托爾斯頓與暴芙那特·托爾斯頓（Tuffnut and Ruffnut Thorston） |
| 杰曼·翰苏                      | 徐健春        | 葉振聲        | 虞桐偉        | 跩爺·血手費斯（Drago Bludvist）                                      |
| 基特·哈靈頓                    | 夏治世        | 邱廷輝        |               | 艾瑞特（Eret）                                                       |

## 製作

### 開發
第一集《馴龍高手》在發行之後獲得了壓倒性的好評，開發團隊便於2010年4月27日發表了有關續集製作的計畫。夢工廠動畫的執行長杰弗瑞·卡森伯格說道：「《馴龍高手》……已成為了夢工廠的下一個動畫電影作品系列。我們打算在2013年推出它的續集。」後來亦有報導指出導演迪恩·戴布洛伊在第一集最後音效設計的階段，也就是約2010年2月時，便已於天行者牧場開始著手草擬續集的大綱。:10這部電影原先預定於2014年6月20日上映，但在2013年8月的時候，發行的日期被提前了一星期，改為2014年6月13日。

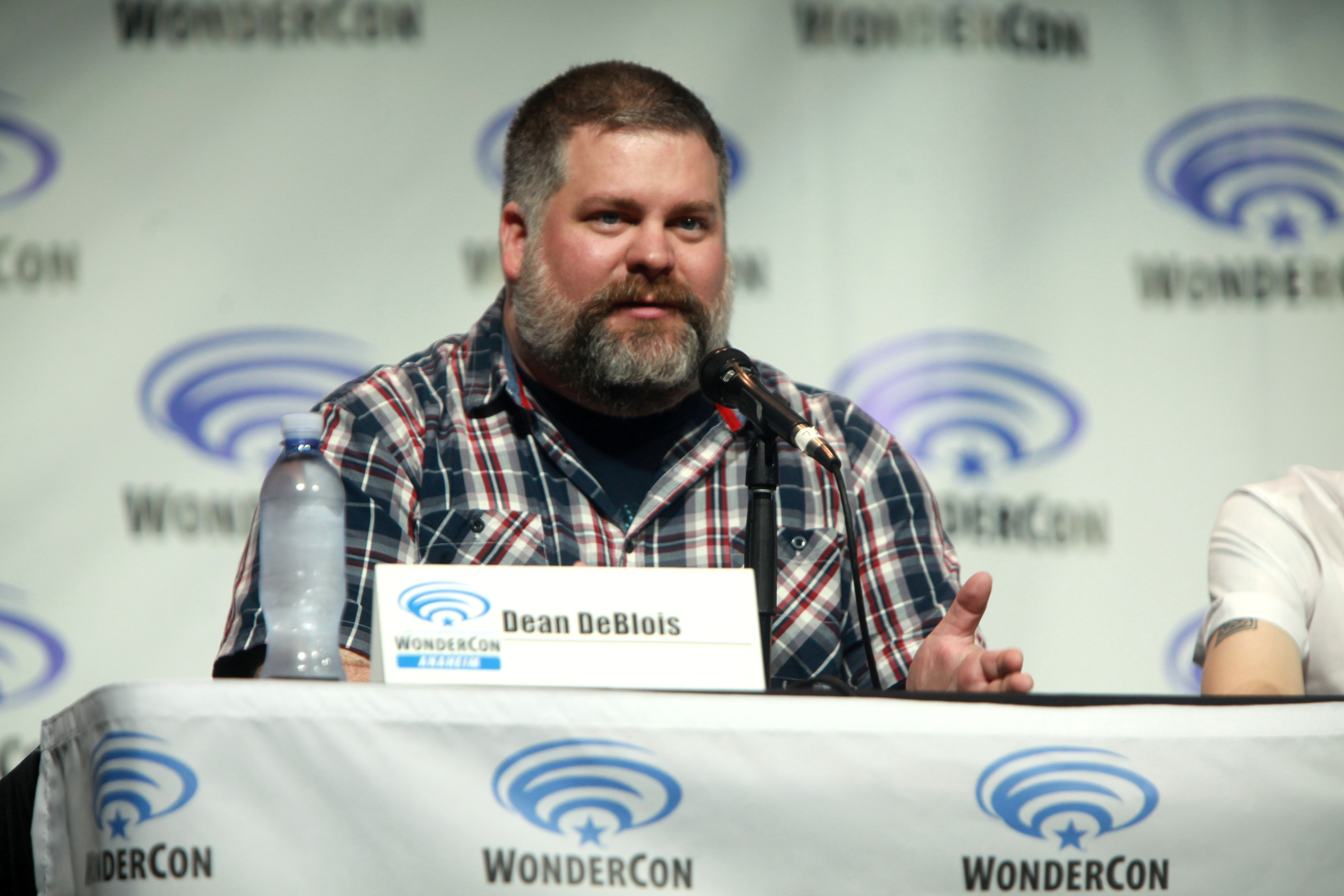
兼任編劇和導演的迪恩·戴布洛伊在2014年的WonderCon中宣傳這部電影

迪恩·戴布洛伊曾協助參與了前作的導演和編劇，在這部電影中則兼任了編劇、導演和執行製作人。前作的製作人邦妮·阿諾德也回到了第二集的製作團隊，但曾任前作導演、編劇的克里斯·桑德斯卻因參與了《古魯家族》的製作而僅在本作中擔任了額外的執行製作人。戴布洛伊當初在接下續集的工作前曾以一個條件作為前提，就是他要能夠將這部電影製作成一套三部曲。為了要製作這部續集，戴布洛伊特意重溫了幾部他年輕時曾看過的電影；其中，《星際大戰五部曲：帝國大反擊》和《龍貓》兩部電影是本作關鍵的靈感來源。戴布洛伊說：「我特別喜歡《帝國大反擊》的一點，就是它在情感、廣度和樂趣等幾乎所有層面上都拓展了《星際大戰》的整個系列。它感覺就像是《星戰》系列中的一個點綴，而那就是我對這部電影的目標。」
前作中的整個配音團隊，包括了巴魯契、法瑞拉、希爾、米茲-布拉斯、費格斯、米勒、薇格以及巴特勒等人，都回到了續集參與配音。2012年6月19日的報導指出，因《冰與火之歌：權力遊戲》而出名的基特·哈靈頓將會擔任這部電影中一位反派角色的配音員。在2013年的聖地亞哥國際動漫展上，夢工廠宣布凱特·布蘭琪和吉蒙·韓蘇兩人也將參與這部電影的配音；他們所飾演的角色分別是娃卡（Valka）和跩爺（Drago Bludvist）。
第一集的電影場景主要設定為一個常見的北海海域，而這一次本作負責場景的製作團隊則決定聚焦在挪威上。在續集剛開始開發時，約十幾位製作團隊的成員前往了當地，完成了一趟為時一星期的場景研究之旅。他們所經之處包含了奧斯陸、卑爾根等城市以及當地許多的峽灣地景。:12–13戴布洛伊、夢工廠負責動畫發展部的葛雷格·泰勒（Gregg Taylor）和本作的視覺效果顧問羅傑·狄金斯等人在該旅程結束後便脫離隊伍，另外前往斯瓦巴群島，並在武裝導遊的協助下觀賞當地的北極熊。:12–16
戴布洛伊解釋說，他曾在2002年執導《星際寶貝》的時候學到「如果你把一部動畫電影的場景設置在某個你想去的地方時，那麼有可能你就有機會真的成行。」:14戴布洛伊於2007年曾為了協助後搖滾樂團席格若斯拍攝紀錄片《Heima》而前往冰島，他在當地遇見了幾位向他介紹了斯瓦巴群島上絕美景色的背包客，而在那之後他便一直想要圓這趟旅程。:14

### 動畫

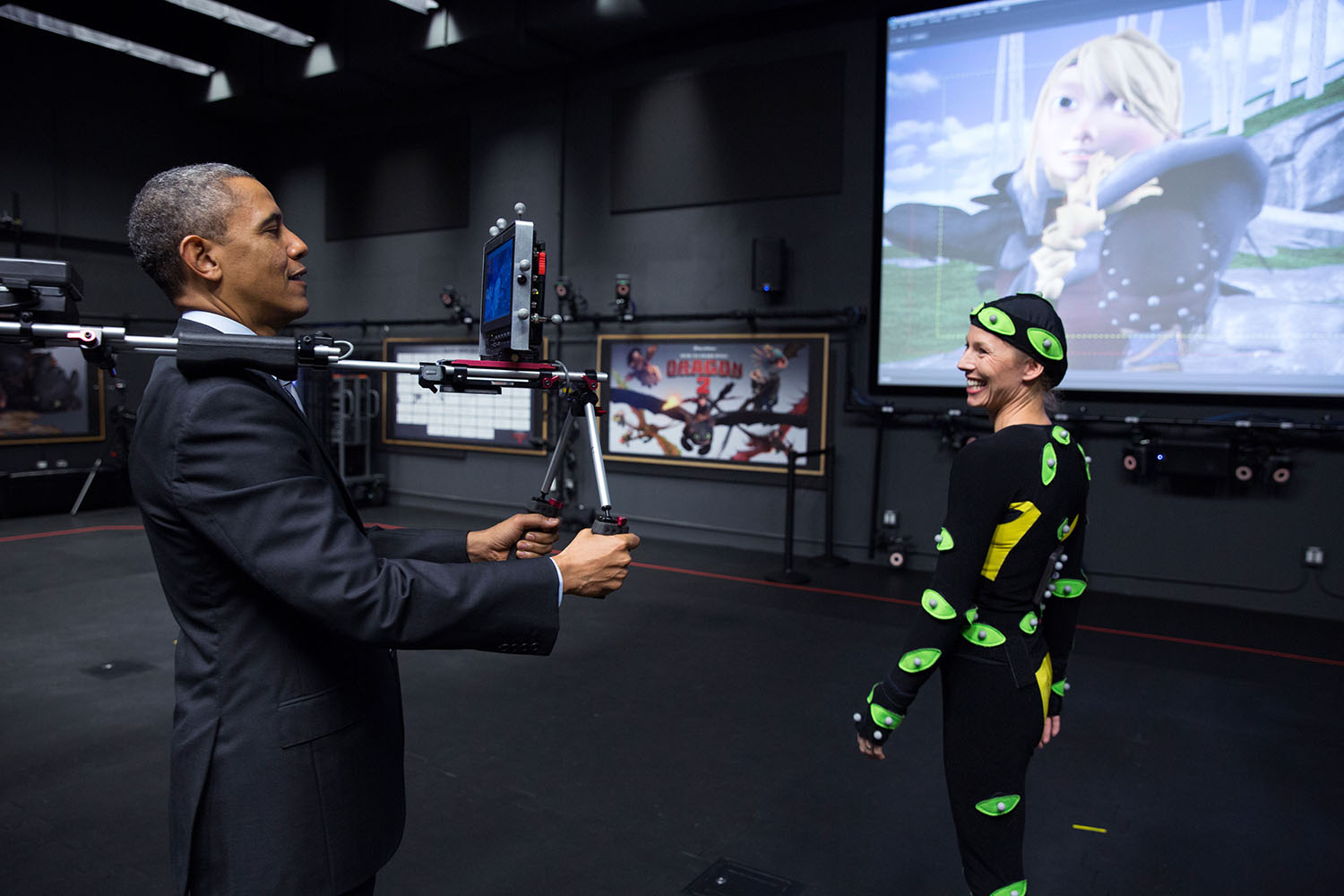
2013年11月，美國總統歐巴馬在參觀夢工廠時嘗試了一台用於捕捉演員動作並套用至電腦動畫中的動作捕捉相機。

在這部電影發行前的數年間，夢工廠大幅地改善並翻新了他們的製作流程和動畫軟體。《馴龍高手2》的製作使用了和惠普共同開發的電腦技術「可適性多核處理」（scalable multi-core processing），而它也是夢工廠所有動畫電影作品中的首例。新的軟體包括了用於動畫繪製的「Premo」以及設定光影效果的「Torch」；新的技術能夠使動畫的細節更加微妙和精緻，包括提升臉部動畫的品質和表現出「肥胖、輕輕搖動或是寬鬆的表皮以及皮膚在肌肉上滑動而非整個部份的身體一起移動」的效果。卡森伯格稱這些技術是「一場動畫電影製作的革命」，因為它們不只提高了動畫的品質，同時也省去了許多數位處理的時間並大幅簡化了製作團隊的工作。在這部電影之前，製作動畫所使用的主要軟體名叫「Emo」，它曾被用於製作包含了《史瑞克》和《海底總動員》等在內的多部動畫電影。然而動畫師必須要以更動大量數據的方式來改變希望呈現的動畫效果，且成果的預覽極為費時，是一種較為不直觀的製作方法。於是大約在2009年左右，夢工廠的技術小組和動畫師開始合作開發新的軟體；程式設計人員先給了動畫師們一塊空白的板子，並希望他們想像什麼樣的動畫製作方式對他們來說最為方便且直觀，再透過他們的敘述去開發一個盡可能相應的軟體。最後，「Premo」便達到了他們的要求，讓動畫師們能夠在處理許多複雜圖像所組成的畫面後即時預覽成效。「Premo」可以在單一場景中放入大量的素材或是內容且輕易更改其中的細節；舉例來說，電影結尾數百隻龍聯合起來攻擊一支數千人軍隊的片段便使用這個軟體而省下了許多時間成本。此外，它也可以在角色的全身上下部署數千個控制點；動畫師只需透過幾個預先模組化的操作，就可以利用臉部上的控制點輕易地改變角色的表情。而「Torch」的功能除了燈光效果的調整外，最主要的便是整合了原本分散的許多工具軟體。在它被應用之前，若要將一個充滿了許多元素的畫面分成多個區塊來微調的話，只能在舊的光影效果軟體「Light」之外執行拆散的工作，再回到「Light」中載入已被分開的區塊進行修改。「Torch」整合了包括光影效果、渲染、依賴關係圖以及複雜性管理等工具的軟體，讓動畫師能夠在一處便完成許多零碎的工作。
《馴龍高手2》動畫中人物的動作則採用了可視化系統（visualization system）的技術，透過動作捕捉相機捕捉演員的動作並套用至動畫中，使動畫師能夠在演員完成動作的瞬間於電腦上預覽套用後的效果。夢工廠在這部電影中使用了威康（Vicon）的MX-F40光學式動作捕捉攝影機。它的上方有許多發射紅外光的燈泡，那些光線在碰到人體或物件後會反射回攝影機並轉換成數位資料儲存。將那些資料在電腦上處理後便可以形成許多三維空間中的標記，而把這些標記套用在已有外殼的電腦動畫之後便能夠模擬出實物的動作或是形狀了。
直到製作完成為止，約有超過500人參與了這部電影的製作。他們工作的地點包含了夢工廠位於格倫代爾的總部和位於班加羅爾的分公司、以及位於紅木城的太平洋數位影像公司分部。:158–159

### 音樂
《馴龍高手2》的電影配樂是由作曲家約翰·包威爾所譜寫的。他曾在2010年以前作的配樂獲得了第83屆奧斯卡最佳原創音樂獎的提名，而這也是包威爾的作品第一次被提名。包威爾將這部電影的計畫形容為「一個成熟長大的故事」，並說他也透過擴展前作配樂各個層面的方式在本作配樂的架構中加入了同樣的成熟感。
電影配樂的錄製時間是2014年4月，地點位在倫敦的艾比路錄音室。成員有一個120人的交響樂團、一個100人的合唱團，並包含了許多民族性的樂器，如凱爾特豎琴、愛爾蘭手鼓、錫笛、愛爾蘭風笛和蘇格蘭風笛等；其中，風笛的部分是由一個名叫嗆辣紅笛的蘇格蘭樂團所演出的。錄音團隊的指揮則是由經常和包威爾合作的蓋文·格林納威擔任。
曾寫過前作片尾曲「Sticks & Stones」的席格若斯主唱雍希這次也和包威爾合作，為這部電影譜寫並演出了兩首新的歌曲；其中「Where No One Goes」中夾雜著數段包威爾在第一集所作「Test Drive」的副歌旋律，並同時作為了小嗝嗝和沒牙的飛行主題曲以及電影的片尾曲。在電影的挪威語版本中為主角小嗝嗝配音、出生於白俄羅斯的挪威歌手亞歷山大·雷巴克也為本作譜寫並演出了歌曲「Into a Fantasy」，不過這首歌僅出現及收錄於歐洲版的電影和原聲帶中。

#### 原聲帶
這部電影的原聲帶於2014年6月17日由Relativity Music Group發行，其中收錄了包威爾所作時長約一小時的電影配樂、和兩首由包威爾及比爾吉遜共同寫作的歌曲。而雷巴克所演唱的「Into a Fantasy」則以單曲的形式另外發行。
| 曲目列表 | 曲目列表                                                                                   | 曲目列表 |
| 曲序     | 曲目                                                                                       | 时长     |
| -------- | ------------------------------------------------------------------------------------------ | -------- |
| 1.       | Dragon Racing                                                                              | 4:34     |
| 2.       | Together We Map the World                                                                  | 2:19     |
| 3.       | Hiccup the Chief/Drago's Coming                                                            | 4:44     |
| 4.       | Toothless Lost                                                                             | 3:28     |
| 5.       | Should I Know You?                                                                         | 1:56     |
| 6.       | Valka's Dragon Sanctuary                                                                   | 3:19     |
| 7.       | Losing Mom/Meet the Good Alpha                                                             | 3:24     |
| 8.       | Meet Drago                                                                                 | 4:26     |
| 9.       | Stoick Finds Beauty                                                                        | 2:33     |
| 10.      | Flying with Mother                                                                         | 2:49     |
| 11.      | For the Dancing and the Dreaming（由傑瑞德·巴特勒、克雷格·費格斯和瑪莉·珍·威爾斯共同演出） | 3:06     |
| 12.      | Battle of the Bewilderbeast                                                                | 6:26     |
| 13.      | Hiccup Confronts Drago                                                                     | 4:06     |
| 14.      | Stoick Saves Hiccup                                                                        | 2:23     |
| 15.      | Stoick's Ship                                                                              | 3:48     |
| 16.      | Alpha Comes to Berk                                                                        | 2:20     |
| 17.      | Toothless Found                                                                            | 3:46     |
| 18.      | Two New Alphas                                                                             | 6:06     |
| 19.      | Where No One Goes（由喬恩·托爾·比爾吉遜演出）                                              | 2:44     |

| 歐洲／斯拉夫版本新增曲目 | 歐洲／斯拉夫版本新增曲目                | 歐洲／斯拉夫版本新增曲目 |
| 曲序                     | 曲目                                    | 时长                     |
| ------------------------ | --------------------------------------- | ------------------------ |
| 20.                      | Into A Fantasy（由亞歷山大·雷巴克演出） | 3:32                     |

## 發行
《馴龍高手2》入選了第67屆坎城影展的非競賽片單元，並於2014年5月15日在影展上全球首映。後來，它被製作成IMAX 3D版本並於2014年6月13日在包含了美國等數個國家的電影院上映。
該片於2014年11月11日同時發行2D和3D的DVD以及藍光版本。

## 評價

### 媒體評論
《馴龍高手2》在評論界中受到了媒體廣泛的好評。大多數的評價中稱讚了整部電影壯麗的視覺美感和飛行片段的動畫效果，不過對於本片的劇情，影評人褒貶不一。有人認為續集帶給人情感的共鳴極佳、甚至不遜於前作；但也有人認為其劇情的結構紊亂不明，使用了過於大膽的手法卻未能成功地突顯出一個明確的主題。根據爛蕃茄上收集的176篇評論文章，其中有161篇給出了「新鮮」的正面評價，「新鮮度」為91%，平均得分7.7（最高10分），該網站上對本片的共識評價中寫道：「《馴龍高手2》驚險刺激、有著使人共鳴的情感和豔美絕倫的動畫，它踏著前作成功的腳印完美地達到了一部續集應有的水準。」而在Metacritic上收集的39篇評論文章中，有32篇給出好評，7篇褒貶不一，這也屬於極為正面的評價。CinemaScore進行的市場調查顯示影迷對本片的平均評價為「A」（最好A+，最差F），其中25歲以下觀眾對其評價最高，為「A+」。
對於這部電影的正面評論多半褒獎了它的視覺效果、劇情共鳴，以及導演大膽但創新的手法使得續集不致落入窠臼。在第67屆坎城影展上，《綜藝》雜誌的記者彼得·迪布吉（Peter Debruge）受訪時讚賞了這部電影和它的野心：「要製作出一部四方位（男性、女性、年齡大於及小於25歲的觀眾）兼顧的巨作所帶來的壓力想必是非常龐大的。然而就像他的電影中那位臨危不亂的英雄小嗝嗝一般，《馴龍高手2》的編劇兼導演迪恩·戴布洛伊取得了壓倒性的勝利，成功完成了夢工廠動畫迄今為止最強大的一部續集——它為整個系列點燃了熊熊的烈火，而不是只拿著原作老調重彈。這部電影比《勇敢傳說》更加勇敢、比《冰雪奇緣》更有趣味，帶給人情感上的滿足更是超越了許多非動畫卡通的對手。」《紐約每日新聞》的記者伊莉莎白·韦兹曼（Elizabeth Weitzman）給了這部電影5顆星中的3顆，說道：「是它大膽激烈卻堅定不移的手法給了這部電影令人意想不到的深度。」美聯社記者乔赛琳·诺维克（Jocelyn Noveck）給了這部電影4顆星中的3顆，說道：「《馴龍高手2》的手法打出的並不是一張安全牌，但那也使它成為了一部罕見、不會令人感到一成不變的續集。」《紐約郵報》的羅·盧曼尼克給了這部電影4顆星中的3顆，說道：「當《馴龍高手2》裡的英雄騎在龍背上飛行時，好似整部電影都真的和他一同翱翔了。不只如此，電影中也帶給了年輕觀眾們一些有關家庭、生態和戰爭的重要課題。」《娛樂周刊》的喬·麦戈文（Joe McGovern）給了這部電影「B」的分數，並說道：「雖然軌道還需要一些修正，但這確實是一套知道該如何飛行的電影系列。」《滾石》雜誌的彼得·崔維斯給了這部電影4顆星中的3顆半，說道：「《馴龍高手2》就如同當年的《帝國大反擊》一般，為續集提升了更高一層的想像和創新。它確實是一部同時達到顛峰卻又極具深度、且值得讓人期待的巨作。」《舊金山紀事報》的彼得·哈特劳伯（Peter Hartlaub）給了這部電影4顆星中的3顆，說道：「兼任編劇的戴布洛伊成功地操弄了劇情中的多個故事主線，並藉著這個技巧轉換故事中角色所效忠的對象、以及探索未知的土地。」 《多倫多星報》的彼得·霍韋爾（Peter Howell）給了這部電影4顆星中的3顆，說道：「《馴龍高手2》中來自《星際大戰》和《權力遊戲》的靈感、以及它本身故事敘述的風格兩者等量地融合後，成為了一部為整個系列點燃了烈火的續集。」《今日美國》的克勞迪亞·普伊格（Claudia Puig）給了這部電影4顆星中的3顆，說道：「幾近原作般的熱血沸騰，《馴龍高手2》巧妙地避免了一部無趣、公式化的續集。」《華盛頓郵報》的史蒂芬妮·梅里（Stephanie Merry）給了這部電影4顆星中的3顆半，說道：「這可能是第一次也是最後一次任何人這麼說，但既然《馴龍高手2》這麼棒，那麼為何要在第3集或是第4集就停手呢？」《西雅圖時報》的莫伊拉·麥當勞（Moira MacDonald）給了這部電影4顆星中的3顆半，說道：「前作的影迷們，不論老幼都將排隊等著看這部充滿了風趣的電影，為的是其中創造性十足的角色和激動人心的視覺效果——還有欣賞它們所帶來單純的樂趣。」《環球郵報》的約翰·森姆利（John Semley）給了這部電影4顆星的滿分，說道：「它不只了教導孩子們該如何思考他們即將要跨進的世界，而是一部同時鼓勵了他們為自己而思考的罕見電影。」《芝加哥太陽報》的比爾·茲維克（Bill Zwecker）也給了這部電影4顆星的滿分，說道：「本片在電影魅力、動畫製作技巧、聰明的故事架構以及幽默的台詞編纂等方面不僅達到了前作的水準，我想它甚至還有過之而無不及。」全國公共廣播電台的鮑伯·蒙德羅（Bob Mondello）給了這部電影10分中的8.5分，說道：「很明顯地，導演戴布洛伊從《星際大戰》系列的前三部作品中擷取了靈感——這對替好萊塢一個細膩的動畫系列帶進一些新生命、甚至是一點火花來說，是個不錯的榜樣。」
相對地，負評則多半認為電影的劇情安排太過花俏卻未能夠統合，也有人認為電影中主角外的其他角色未被重視而顯遺憾。《紐約時報》的史蒂芬·霍登（Stephen Holden）給了這部電影5顆星中的2顆半，說道：「整個故事原本還看來有些名堂，直到最後難以避免的光明與黑暗勢力大戰場景的出現而被迫驟停。」《明星纪事报》的史蒂芬·惠迪（Stephen Whitty）給了這部電影4顆星中的2顆半，說道：「這是個完全不必要的續集，除了對那些會計師來說。而甚至已經有了下一部的計畫。」The Wrap網站上的姜寅求（Inkoo Kang）給了這部電影褒貶不一的評價，說道：「這部電影雖然沒什麼好感受的，但至少有很多可看的。托戴布洛伊和他高超的3D導演技術的福，我們快速劃過天際、在龍的尾巴上滑翔，甚至差一點點就穿不過那小小的縫隙。不過，這些體驗都只像是在搭乘一座很棒的雲霄飛車一般，沒有任何意義。」《影音俱樂部》的一篇評論中給了這部電影「B-」的分數，並寫道：「本作不只有了更多的龍，它還多了更多的角色、更多的劇情和更多的所有東西。換來的代價就是，原作所具有的魅力在續集中便稍顯不足，可說是因亟欲擴張系列而急就章所帶來的後果。」《Cinefantastique》雜誌的史蒂芬·白德羅斯基（Steve Biodrowski）只給了這部電影5顆星中的1顆，說道：「編劇兼導演迪恩·戴布洛伊丟了三四個故事的想法到整個劇本中卻沒有辦法拿定主意該如何處理，導致它們在一些奇怪的場合中相交；就好像許多車輛正穿越一個繁忙的路口，然而誰也不讓誰，結果就是沒有人能夠快速地通過。」《天主教國民周刊》的史蒂芬·D·葛雷丹尼斯（Steven D. Greydanus）給了這部電影「C+」的分數，說道：「和《冰原歷險記》的續集一般，續集中的劇情主線可能會不同於原作，而部分的角色也可能因此而不再出現。不過以這部電影來說，在前作中所鑄造的核心角色以及他們之間的關係則已經定型了。」澳洲電視節目《上映電影》的主持人瑪格麗特·彭慕蘭以及大衛·斯特拉頓也給了這部電影負評，其中瑪格麗特說道：「我覺得這就是它不對勁的地方。電影裡小角色的特色根本完全沒有浮現。我得要很花力氣才能夠分辨出他們到底誰是誰。」

### 票房收入
至2014年7月10日為止，《馴龍高手2》獲得了在北美地區約1.55億、其它地區約1.97億、總和約3.53億美元的票房收入。在美國國內，本作於上映首日即達到了1850萬美元的票房收入，並在上映後的首個周末以約4945萬美元的成績列居第二名，落後於《龍虎少年隊2》。到第二個周末時，電影再增加了約2472萬美元的收入，並退後一名位居第三；到第三個周末時，電影再增加了約1323萬美元的收入，仍然位居第三；直到第四個周末，電影才退後兩名位居第五，並再增加了896萬美元的收入。
中国大陆首周四天收获1.68亿人民币列榜首，次周收1.51亿蝉联冠军。
| 上一届： 《白髮魔女傳之明月天國》 | 2014年中国内地一周票房冠军 第33-34週（8月11日-8月24日） | 下一届： 《猩球崛起：黎明之战》 |

## 電子遊戲
2014年6月，發行商小軌道（Little Orbit）發布了一款和電影同名的電子遊戲。該遊戲由Torus Games開發，並適用於Xbox 360、任天堂3DS、Wii、Wii U和PlayStation 3等平台。遊戲中，玩家可以選擇不同的角色和坐騎，進入馴龍飛行學院參與各種訓練課程、挑戰或是比賽。
遊戲在發行之後受到了不少負評，多半批評其粗劣的畫面、無趣的飛行模式和遊戲中不斷重複卻又毫無新意的挑戰。

## 續集
電影系列的第三集《馴龍高手3》預計於2018年6月29日發行。據報導，擔任前兩集導演的迪恩·戴布洛伊、製作人邦妮·阿諾德和主要角色的配音群都將回來參與第三集的製作；此外，前兩集的電影配樂作曲家約翰·包威爾在一次訪談中表示他也將回到第三集的製作團隊擔任作曲。

## 外部連結
- 互联网电影数据库（IMDb）上《驯龙高手2》的资料（英文）
- AllMovie上《驯龙高手2》的资料（英文）
- 爛番茄上《驯龙高手2》的資料（英文）
- Metacritic上《驯龙高手2》的資料（英文）
- Box Office Mojo上《驯龙高手2》的資料（英文）
- 開眼電影網上《驯龙高手2》的資料（繁體中文）
- 时光网上《驯龙高手2》的資料（简体中文）
- 豆瓣电影上《驯龙高手2》的資料 （简体中文）